# Pigazzano
Pigazzano je vesnice v italském regionu Emilia-Romagna, který se nachází 24 kilometrů jihozápadně od města Piacenza. Je částí obce Travo.

## Tradiční slavnost
Za šest let, sdružení Friends Pigazzano, neboli v češtině Přátelé z Pigazzana, pořádá každoroční festival známý jako Pigazzano pod hvězdami, který trvá tři dny, včetně dne Nanebevzetí Panny Marie.